# 1. FFC Bergisch Gladbach
Der 1. FFC Bergisch Gladbach (vollständiger Name: 1. Frauenfußballclub Bergisch Gladbach 2009 e. V.) ist ein Frauenfußballverein aus Bergisch Gladbach im Rheinisch-Bergischen Kreis. Die erste Mannschaft qualifizierte sich einmal für den DFB-Pokal.

## Geschichte
Der Verein entstand am 24. April 2009, als sich die Frauenfußballabteilung des Vereins SV Blau-Weiß Hand abspaltete und einen eigenen Verein gründete. Gleich in der ersten Saison gelang der Aufstieg in die Mittelrheinliga. Nur durch die schlechtere Tordifferenz gegenüber Rot-Weiß Waldenrath-Straeten folgte der direkte Wiederabstieg. Im Mittelrheinpokal erreichte der 1. FFC das Halbfinale, scheiterte aber am VfL Kommern. 2012 gelang der direkte Wiederaufstieg in die Mittelrheinliga, dem nach einem Jahr der Gang in die Landesliga folgte.
Erneut wurde 2014 der direkte Wiederaufstieg in die Mittelrheinliga geschafft. Gleichzeitig erreichten die Bergisch Gladbacherinnen das Endspiel um den Mittelrheinpokal und unterlagen dort Alemannia Aachen mit 0:3. Da die Aachenerinnen bereits als Aufsteiger in die 2. Bundesliga feststanden, ist der 1. FFC Bergisch Gladbach dennoch für den DFB-Pokal qualifiziert. In der ersten Runde besiegte die Mannschaft den saarländischen Verbandsligisten 1. FC Riegelsberg mit 2:1 und scheiterte danach gegen den Zweitligisten 1. FC Köln mit 1:11. Im Jahre 2017 wurden die Gladbacherinnen Vizemeister der Mittelrheinliga hinter dem SV Menden. Zwei Jahre später stieg die Mannschaft in die Bezirksliga ab.
Zwischenzeitlich stimmte im April 2019 der SV Bergisch Gladbach 09 einer Verschmelzung zu. Die Mitgliederversammlung des 1. FFC beauftragte den Vorstand eine Verschmelzung, über die dann später abgestimmt werden sollte, vorzubereiten.  Ab der Saison 2020/21 sollten die Fußballerinnen des 1. FFC unter dem Dach des SV Bergisch Gladbach 09 spielen. Bei der Jahreshauptversammlung des 1. FFC im Oktober 2019 stimmte die Mehrheit der Mitglieder gegen die Verschmelzung. Der 1. FFC bleibt somit weiterhin ein eigenständiger Mädchen- und Frauenfußballverein.
In den letzten Jahren errangen die Jugendmannschaften im Feldpokal und im Hallenpokal vielfältige Erfolge in den Meisterschaften. In der Saison 2019/20 wurden alle Jugendmannschaften von der B- bis zur E-Jugend Hallenkreismeister.

## Spielstätte
Die Heimspielstätte des 1. FFC Bergisch Gladbach ist die BELKAW-Arena. Das Stadion hat eine Kapazität von 10.500 Plätzen und wird auch vom SV Bergisch Gladbach genutzt.